# イソノキ
イソノキ（磯の木、学名: Frangula crenata）とは、クロウメモドキ科イソノキ属の落葉低木である。和名の由来は、多くは湿地を好み、根元が水に浸かるような場所に生えるので「磯の木」と名付けられたといわれる。別名、ホソバイソノキ、ホソバクロウメ。中国名は長葉凍綠（黃藥、鈍齒鼠李）。

## 分布・生育地
日本、朝鮮半島、中国の東アジア地域に分布し、日本では本州（関東地方では稀少）、四国、九州に分布する。山地や丘陵、山野のやや湿った場所や湿地に自生する。群落区分としては、イヌツゲ―ハンノキ群集の植生区分種である。

## 特徴
落葉広葉樹の低木（夏緑低木）で、高さ0.25 - 3メートル (m) になる。樹皮は灰褐色で縦に浅く裂ける。一年枝は赤褐色で、はじめのうち毛があるが生長するとなくなり、小皮目がある。枝は刺にはならず、短枝も発達しない。葉は互生し、長さ6 - 12センチメートル (cm) の長楕円形で側脈が目立ち、葉縁に細かい鋸歯がある。葉裏に細かい毛が生えている。
花期は初夏（6 - 7月ごろ）。両性花。花は黄緑色で花径は5ミリメートル (mm) ほど、萼片が5枚つき、花弁のように見える。雄蕊は5個つく。
果期は7 - 9月。果実は核果で、直径6 mmほどある球形で、未熟果は緑色から赤紫色に変わり、熟すと黒紫色になる。中に2 - 3個の核がある。核は灰色、倒卵形で背面に丸みがあり、腹面は縦に溝がある。核の長さは約5 mm、幅約4 mm、厚さ約2.3 mmで、大きさは地域によって差がある。
冬芽は互生し、裸芽で褐色の毛に覆われている。側芽はかなり小さいが、頂芽は大きくて先が反り気味になる。葉痕は楕円形や腎形で突き出しており、維管束痕が3個ある。

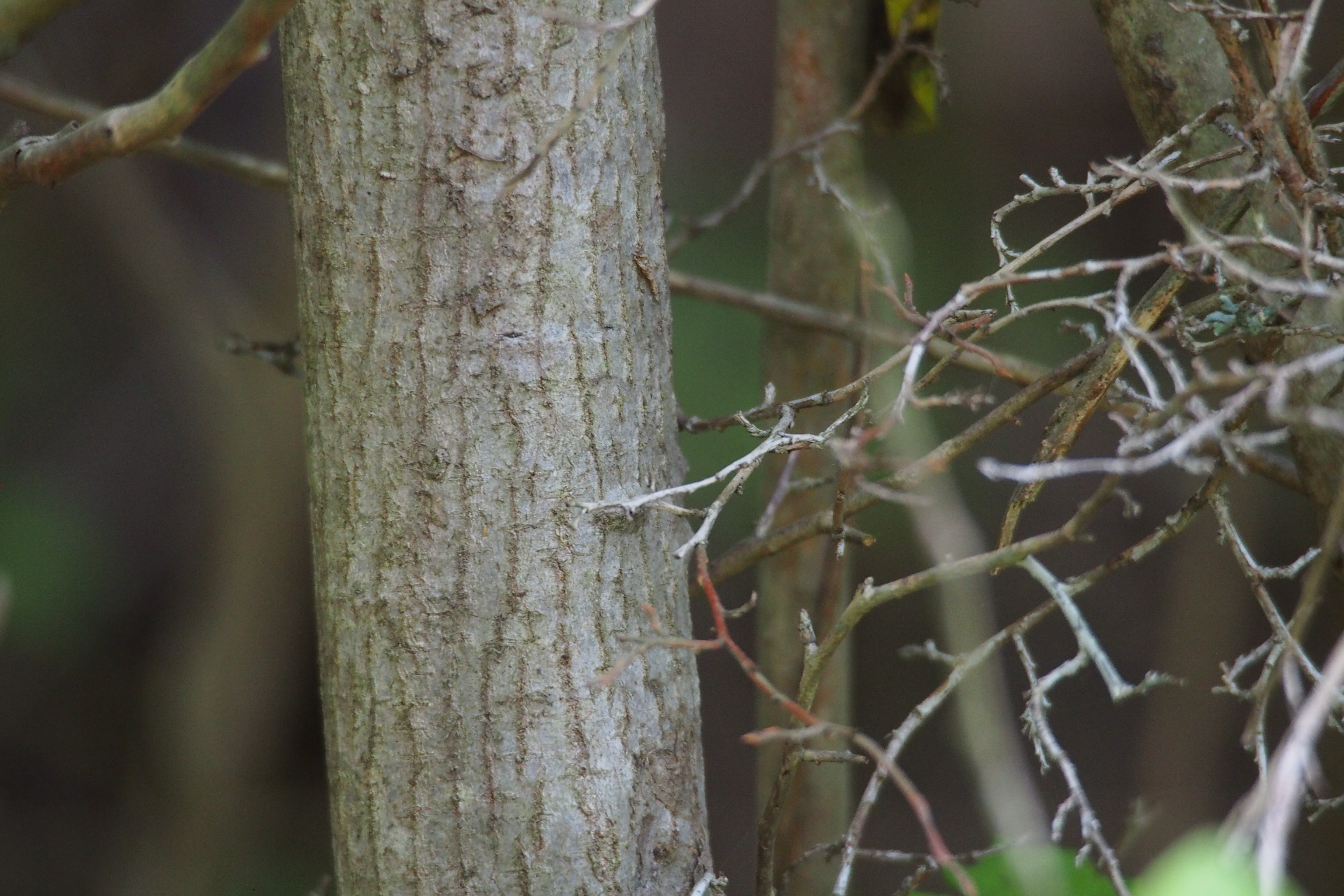
樹皮
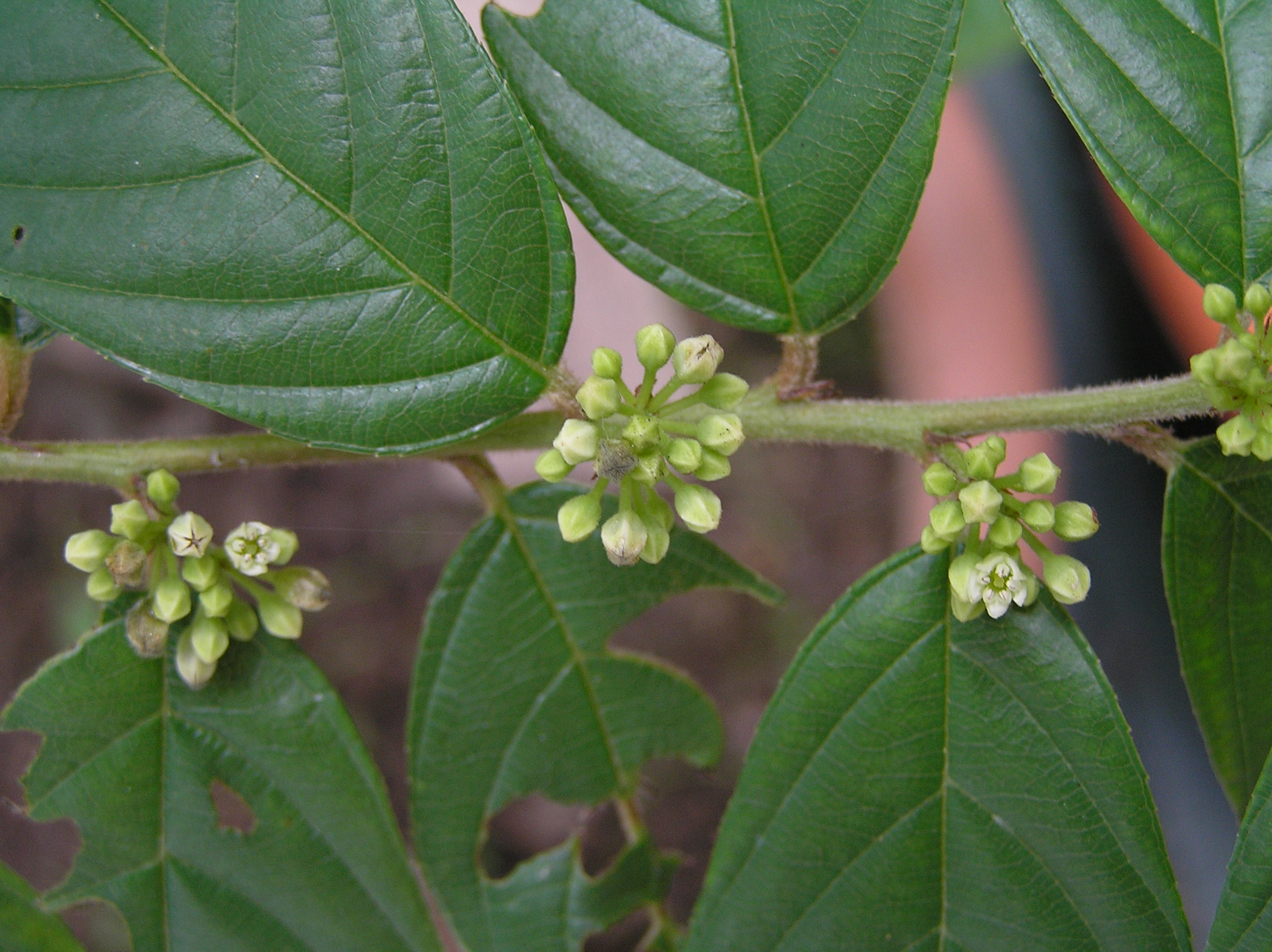
花蕾と花

## 利用
中国では、根や根皮を薬用にして、解毒、駆虫および皮膚病に用いられる。含まれる成分として、エモジン、クロサロビン、ラムニンなどを含有する。